# سندرک (رزین)
سَندِرَک (انگلیسی: Sandarac) (یا سانداراچ) رزینی است که از درخت کوچک سرو مانند سندروس به دست می‌آید. این درخت بومی شمال غربی آفریقا با حضور چشمگیر در بخش جنوبی مراکش از کوه‌های اطلس است. رزین به‌طور طبیعی روی ساقه درخت تراوش می‌کند. همچنین با ایجاد بریدگی بر روی پوست به دست می‌آید. وقتی در معرض هوا قرار می‌گیرد جامد می‌شود. به شکل تراشه‌های جامد کوچک، شفاف و دارای رنگ زرد ظریف وارد تجارت می‌شود. مراکش محل اصلی پیدایش ساندراک بوده‌است. رزین مشابهی در جنوب استرالیا از برخی گونه‌های درختان سرو مانند سروکاج‌ها استرالیا به دست می‌آید، اما رزین به‌طور سیستماتیک در استرالیا جمع‌آوری نشده‌است.
از نظر تاریخی، به ویژه در اواخر قرون وسطی و عصر رنسانس، از ساندرک برای ساخت لاک استفاده می‌شد. هنگامی که «لاک» در ایتالیای رنسانس (ورنیس ایتالیایی) صحبت می‌شد، معمولاً به معنای سانداراک بود. کوپال و رزین‌های دیگر آن را به عنوان مواد لاک الکل به همان اندازه خوب و ارزان‌تر جایگزین کردند. با این وجود، لاک سانداراک امروزه برای استفاده به عنوان یک پوشش محافظ روی نقاشی‌ها و عتیقه جات ارزشمند است.
پوششی سخت، براق و بادوام می‌دهد. لاک از ذوب رزین و مخلوط کردن آن با (به عنوان مثال) روغن بذر کتان ساخته می‌شود. رزین
سندرک در حدود ۱۵۰ درجه سانتیگراد ذوب می‌شود و به مایع بی‌رنگ یا کمی زرد تبدیل می‌شود. وزن مخصوص آن حدود ۱٫۰۴ است.
در عکاسی از اواسط تا اواخر قرن ۱۹، یک لاک به عنوان یک ماده نگهدارنده برای نگاتیو و مثبت عکاسی استفاده می‌شد. رزین سانداراک توسط برخی از عکاسان برای این منظور ترجیح داده شد.
رزین ساندراک اگرچه خیلی معطر نیست، اما به عنوان بخور نیز استفاده می‌شود. عطر آن با بلسان مقایسه شده‌است.